# Miguel Orellana
 Miguel Ángel Orellana Arcos (Santiago, Chile, 29 de diciembre de 1989) es un  futbolista chileno que juega como delantero en Provincial Osorno de la Segunda División de Chile.

## Trayectoria
Durante los años 2008 y 2009 vistió la camiseta de Unión Española, luego sale del equipo y llega a Provincial Osorno ese mismo año, donde se hace conocido por ser un goleador innato de excelente definición. También se corona como uno de los máximos goleadores del torneo de la Primera B. 
Ya para el 2010 vuelve a vestir los colores de un equipo de colonia, pero esta vez lo hace de verde, al firmar por Audax Italiano. En 2011 llega a Unión Temuco de la Primera B para defender los colores del equipo de Marcelo Salas. Luego en el año 2012 juega por Ñublense.
En el año 2013 llega a Iberia de Los Ángeles en donde rápidamente se destaca por su capacidad goleadora, convirtiéndose en el máximo artillero del campeonato con 21 tantos y una de las principales figuras en el ascenso a la Primera B. Al año siguiente corrobora su buen rendimiento de la temporada pasada al anotar 15 goles, lo cual lo situó entre los cinco máximos goleadores de la Primera B 2014-2015. Posteriormente firma por Rangers de Talca para la temporada 2015-2016 de la Primera B.

## Clubes
| Club                  | País  | Año       |
| --------------------- | ----- | --------- |
| Unión Española        | Chile | 2008-2009 |
| Provincial Osorno     | Chile | 2009      |
| Audax Italiano        | Chile | 2010      |
| Unión Temuco          | Chile | 2011      |
| Ñublense              | Chile | 2012      |
| Lota Schwager         | Chile | 2013      |
| Iberia                | Chile | 2013-2015 |
| Rangers               | Chile | 2015-2017 |
| Unión San Felipe      | Chile | 2017      |
| Barnechea             | Chile | 2018      |
| Unión San Felipe      | Chile | 2019      |
| Santiago Morning      | Chile | 2020-2021 |
| Magallanes            | Chile | 2021      |
| Deportes Puerto Montt | Chile | 2022      |
| Deportes Iberia       | Chile | 2022-2023 |
| Provincial Osorno     | Chile | 2024 -    |

## Títulos

### Campeonatos nacionales
| Título           | Club   | País  | Año       |
| ---------------- | ------ | ----- | --------- |
| Segunda División | Iberia | Chile | 2013      |
| Segunda División | Iberia | Chile | 2013/2014 |